# 未來團隊
未來團隊，简称「未來」（みらい），是日本的电子民主政党，創立於2025年5月8日，前身為黨首兼AI工程師的安野貴博為參選2024年東京都知事選舉而組成的「安野團隊」（チーム安野）。其投入2025年日本參議院選舉後，因在全國的得票率超過2%，依日本《公職選舉法》《政治資金規正法》滿足升格條件，而從政治團體升格為國政政黨。總務省亦在8月1日公佈其成為正式政黨。

## 政策和主张
口号为“通过技术打造不让任何人落后的日本”。其政綱包括：
- 利用政党补助金组建“永田町（代指日本國會）工程师团队”。
- 通过开源政策决策过程、公民参与的审议系统“井户端系统”、人工智能意见收集工具“广听AI”的引入等方式，致力于实现技术与民主的融合。

其为确保政治资金的透明性，自主开发了实时公开捐款和支出流向的系统“PoliMoney”。

黨首安野貴博在東京新聞的專訪中曾提及為提供發展人工智能所需電力，支持日本國內的核電站重新運作，但對新建核電機組持慎重態度。

## 選舉結果

### 参議院
| 選舉名               | 候選人數 | 當選人數 | 非改選議席 | 總議席  | 選舉區           | 選舉區   | 比例代表          | 比例代表      | 參議院總議席數 | 議席佔有率 | 備註               |
| 選舉名               | 候選人數 | 當選人數 | 非改選議席 | 總議席  | 得票數（得票率） | 當選人數 | 得票數（得票率）  | 当選人數      | 參議院總議席數 | 議席佔有率 | 備註               |
| -------------------- | -------- | -------- | ---------- | ------- | ---------------- | -------- | ----------------- | ------------- | -------------- | ---------- | ------------------ |
| 第27屆參議院通常選舉 | 15       | 1        | 0          | 1 / 248 | 956,674（1.62%） | 0        | 1,517,890（2.6%） | 1（安野貴博） | 248            | 0.40%      | 首次獲得國會議席。 |